# Vegetationsøkologi
Vegetationsøkologi handler om planternes indbyrdes forhold og om deres forhold til jordbundsforholdene, klimaforholdene, planteæderne, rovdyrene og nedbryderne. Enhver vegetation er det foreløbige resultat af en række bevægelige balancer, homøostase, hvor alle faktorer har en indvirkning på tilstanden, som den ses lige nu.

## Bestemmende faktorer
De "abiotiske" forhold (dvs. de ikke-levende omgivelser) har stor betydning for artsdiversiteten af forskellige plantesamfund. Det drejer sig i første række om de topografiske vilkår, jordbundsforholdene og klimabetingelserne. I nogle sammenhænge medregner man påvirkningen fra menneskelig udnyttelse af området med som en abiotisk faktor. Allerede i 1978 inddelte Heinz Ellenberg disse faktorer på følgende måde:
- Zonal vegetation, hvor plantesammensætningen anses for at være styret af makroklimatiske forhold
- Ekstrazonal vegetation, hvor lokalklimaet har så stor virkning, at plantesammensætningen svarer til helt andre egne med zonal vegetation
- Azonal vegetation, hvor flere forskellige plantesammensætninger, der svarer til hver sin zonale vegetation, findes på samme sted, fordi jordbundsforholdene er det altafgørende

Af disse grunde vil den stedlige vegetation ofte have karakter af en mosaik af plantesamfund. Det medfører, at de biologiske vilkår får en betydelig vægt i vegetationens sammensætning. Konkurrencen mellem de samboende plantearter, trykket fra planteæderne og de mange snyltere, rovdyrenes påvirkning af planteæderne og planters, bakteriers og svampes symbiotiske støtte til hinanden giver hver biotop en grad af dynamik, som er med til at drive successionen videre.
Det betyder også, at vegetationens egen forhistorie har betydning for, hvad der er blevet ud af den indtil nu. Vegetationen er under konstant forandring, fordi den samlede virkning af alle de nævnte faktorer fremtvinger små ændringer hen mod den vegetation, som er den mest varierede, mest stabile og mest tilpassede på stedet. Denne vegetation kaldes klimaks. I Danmark vil klimaksvegetationen formentlig være blandet løvskov over det meste af landet. Der vil være undtagelser: de åbne vandflader, skrænterne og strandene f.eks., men ellers vil alt være dækket af en skovtype, som er domineret af Småbladet Lind (Tilia cordata) på de bedste jorder og Eg (Quercus) på de ringere. Dette dominansforhold vises grafisk på de såkaldte økogrammer, hvor plantearterne er anbragt i et koordinatsystem med syre/base forhold på den ene akse og fugtighed/tørke på den anden.

## Vegetationsenheder

### Skove
- Tropiske, stedsegrønne lavlandsregnskove, som er frodige planteformationer med stor rigdom af arter og plantesamfund, to til fire kronelag, et busklag og en skovbundsvegetation med vækst hele året. Enkelte kæmpetræer rager op over vegetationens toplag, og på 1 ha findes der flere end 40 forskellige træarter. Mange af træerne har brætrødder. Skoven er rig på lianer, som ofte danner dybt nedhængende luftrødder. Træagtige græsser, urter med stamme og epifytter findes næsten altid.
- Tropiske, stedsegrønne bjergskove (tågeskove) har ligeledes vækst året rundt, men de er mere artsfattige end lavlandsregnskovene. Kronetaget består oftest af to lag. Nåletræer forekommer, mens lianer er mere sjældne.
- Subtropiske, stedsegrønne regnskove, som er forbundet med de tropiske regnskove via overgangsformer, har tilsvarende højde, tæthed og rigdom på lianer og epifytter.
- Tempererede, stedsegrønne regnskove har stadig enkelte lighedspunkter med tropiske regnskove. Tilvæksten i biomasse er dog mere langsom, for man ser tydeligt årstidsbestemte udsving. Dværgbuske og egentlige buske er kraftigere udbredt, end de er i de tropiske regnskove.
- Stedsegrønne skove med læderagtige blade er udbredt i de subtropiske vinterregnsområder. Træerne danner oftest kun ét enkelt kronelag, bladene er flerårige, læderagtige og ofte glinsende med et voksovertræk. Disse skove har ofte korte dvaleperioder i den kølige vinter og den tørre sommer.
- Laurbærskove (se Laurisilva) er udbredt i bjerghøjder med udbredt tåge. Træerne er lave (10-30 m) og stedsegrønne med læderagtige blade.
- Nordlige nåleskove består helt eller delvist af stedsegrønne nåletræer der har blade, som er bygget til at tåle udtørring. Det er artsfattige skove, hvor dværgbuske, mosser og laver er udbredt.
- Bjergnåleskove findes på høje bjerge i de forskellige klimazoner.
- Mangroveskove er stedsegrønne, havkantskove med stylterødder.
- Sommergrønne løvskove er mest bladløse om vinteren (løvfældende). De har oftest kun ét kronelag og et mere eller mindre tæt busk- og urtelag, hvor urtelaget dog mest består af forårsblomstrende arter.
- Tropiske monsunskove taber bladene i tropiske områder med 3-5 vinterlige tørkemåneder. De er ofte mere artsfattige end de tropiske regnskove.
- Tropiske løvfældende tørkeskove findes i egne med 4-7 tørkemåneder, og de er præget af lyse, regntidsgrønne træarter med forholdsvis ringe højde.
- Tornetræ- og sukkulentskove er ekstremt tørketålende skove med mange sukkulenter og tornede eller piggede træarter.

### Buskvegetationer

#### Egentlige buskadser
- Buskdannelser under våde til middelfugtige forhold er midlertidige vegetationer ved udvikling af sekundærskove i områder med tropisk regnskov.
- Forkrøblede nåletræer og lyngagtige buskadser er buskagtige vegetationer ved den øvre skovgrænse i bjergene eller nær tørkegrænsen ind mod steppeområder - her ofte i form af enebærbestande.
- Buskdannelser med læderagtigt løv er udbredt i subtropiske vinterregnsområder f.eks. i form af maki i Middelhavsområdet.
- Bevoksninger med tornede eller sukkulente buskadser ofte af tornede buske, der kan være stedsegrønne, helt bladløse eller småbladede eller eventuelt løvfældende.
- Buskagtige bevoksninger med løvfældende planter findes i de tempererede og polarnære egne og oven for den alpine skovgrænse, f.eks. i form af forkrøblede bevoksninger med Birk.

#### Vegetationer med dværg- og halvbuske
- Halvørkener ved grænsen for de træagtige planters udbredelse. Jorden er kun pletvis dækket af dværgbuske, halvbuske, buskagtige græsser og sukkulente planter.
- Vegetationer på klipper og i klippesprækker. Det drejer sig om pionere plantesamfund, som først og fremmst består af mosser og laver med en opbalnding af pudedannense karplanter.
- Alpine vegetationer på urflader, bestående af arter, som tåler gentagne bevægelser i vækstmediet, og som fæstner jordbunden ved deres rodvækst.
- Flader med klippetundra eller arktiske, pudedannende planter: pudestuder, pudegræsser og dværgbuske.
- Vegetationer med sejlivede pudedannere, sådan som de findes i Andesbjergene og de alpine dele af New Zealand.
- Klippeheder i områder med subtropisk vinterregn, dvs. menneske- og dyrefrembragte, kunstige klimaksvegetationer, der er afhængige af stærk afgræsning, og som rummer mange løgarter mellem buskene.
- Alpine bjergheder er lave, jordstrygende dværgbuskvegetationer med stor rigdom af lavarter.
- Paramoheder er vegetationer i tropiske egne, men i stor højde. De er domineret af stedsegrønne, lavtvoksende og rosetdannende stauder og buskagtige græsser.
- Kystnære heder i tempereret klima med forskellige dværgbuske, buskagtige græsser, lavarter og mosser.
- Halvpolare heder og dværgbusktundra med vegetationer af tæppe-, spalier- og pudedannende dværgbuske.
- Lavtundra, der mest består af buskagtige laver af samme type som Bægerlav.
- Mostundra er vegetationer, som findes på tørre områder, og som er dækket af lave mosser.
- Højmoser er vegetationer, der er præget af Tørvemosarter, som betinger dannelse af tuer og høljer, og hvor der sker en dannelse af tørv.
- Tundramoser findes i det halvarktiske Sibirien, og her dannes ikke meget tørv.
- Vegetationer i Andesbjergene, bestående af sejlivede og hårde (næsten stenhårde) pudeplanter af arten Disticia muscoides.

### Græsvegetationer

#### Enge og staudevegetationer
Disse vegetationer optræder først og fremmest på steder, der har en mere eller mindre fugtig jordbund, og som ligger i havpåvirkede egne med mildt tempereret klima uden egentlige tørkeperioder. Her finder man:
- Staudevegetationer i alpine eller subpolare enge eller sætere med urter som dominerende bestanddel.
- Strandenge på forland, hvor vegetationen af og til må tåle oversvømmelse med havvand.
- Oversvømmelsesplæner, som findes ved småsøer og vandhuller uden afløb, og hvor krybende planter udkonkurrerer den oprindelige vegetation.
- Fugtige eller skiftevis fugtige og våde enge med en høj andel af gode foderplanter, som dannes, hvor grundvandet står højt, eller hvor der er overfladevand i perioder.
- Frodige høslætenge og græsningsarealer under kraftig påvirkning af gødning.
- Slidplæner dannes, hvor trafik og andet slid hæmmer vegetationerne, dvs. langs veje, på lagerpladser og på overgræssede jorde.
- Magre enge og overdrev, som ofte er præget af mangel på vand eller næring, og som bliver udnyttet ekstensivt.
- Tørre græsmarker opstår på arealer, der af og til bliver meget varme, og som lider af næringsmangel.
- Rørsumpe med Almindelig Tagrør langs bredden af stillestående vand.
- Bækrørsump med Rørgræs og Manna-Sødgræs ved langsomt strømmende vandløb, grøfter og kanaler.
- Stargræssamfund, som delvist optræder i successionen efter Tagrør, eller som helt erstatter Tagrør.
- Højstaudesamfund ved flodbredder og i ådale.
- Kildesamfund, som ofte opstår ovenfor skovgrænsen i bjergene, og som mest er sammensat af forskellige mosser.

#### Savanner og stepper
- Oversvømmelsessavanner er mere eller mindre træløse græsområder i tropiske flodsænkninger med græsser, der er mere end 3 m høje.
- Fugtige savanner er tropiske vegetationer med højt græs, som er grønne i perioder. Vegetationerne rummer desuden enkeltvis eller gruppervis placerede, løvfældende træer.
- Termitsavanner finder man hist og her i mere eller mindre fugtige græsområder, hvor termitter og bladskærende myrer skaber grobund for små øer af fugtkrævende trægrupper.
- Tørre savanner findes i tropiske lavlandsområder med tørketid på 5-7 måneder. Græsser og løvfældende buske og træer er kun grønne efterregntiden.
- Tornesavanner (tornebuskstepper) opstår, når tørketiden varer i 8-10 måneder. Her vokser græsserne som vidt adskilte tuer mellem tornede buske.
- Prærier (sortjordstepper) findes i delvist tørre områder med både vinterkulde og sommertørke.
- Tørre stepper i de tempererede egne har en vegetation af hårdføre græstuer. De danner overgang mellem prærie og halvørken

## Naturlige vegetationer i Danmark
- Ferskvandsvegetation
- Højmose
- Lavmose
- Løvskov
- Krat
- Eng
- Hede
- Strandeng
- Klit
- Saltvandsvegetation

## Nogle kulturskabte vegetationer i Danmark
- Grøftekant
- Høslæteng
- Overdrev
- Stævningsskov

## Eksterne links
- Heinz Ellenberg og Christoph Leuschner: Zeigerwerte der Pflanzen Mitteleuropas Arkiveret 7. august 2015 hos  Wayback Machine - (tysk)-sproget tillægsmateriale til de samme forfatteres ovennævnte bog med indikatorværdier for arterne.
- Zebra media: Danske biotoper Arkiveret 10. december 2015 hos  Wayback Machine - Korte forklaringer på de enkelte typer.